# Epipleoneura solitaria
Epipleoneura solitaria – gatunek ważki z rodziny łątkowatych (Coenagrionidae). Występuje w północnej części Ameryki Południowej; stwierdzony w południowej Wenezueli (stan Amazonas) i Ekwadorze.